# Padma Kant Shukla
Padma Kant Shukla, född 1950 i Tulapur, Mirzapur, Indien, död den 26 januari 2013, var en tysk plasmafysiker.
Shukla disputerade i fysik 1972 vid Banaras Hindu University i Varanasi och flyttade därefter till Umeå där han 1975 disputerade i teoretisk plasmafysik för professor Lennart Stenflo. 1973 påbörjade han sin forskargärning i Tyskland vid Ruhr-Universität Bochum, där han 2006 blev hedersprofessor och 2010 ordinarie professor i teoretisk fysik. Han blev tysk medborgare 1993 och var även gästprofessor vid Umeå universitet från 1997.
Shukla invaldes 2006 som utländsk ledamot av svenska Vetenskapsakademien och blev 2008 utländsk ledamot av svenska Ingenjörsvetenskapsakademien.